# Wikipedia w języku volapük
Wikipedia w języku volapük – edycja językowa Wikipedii tworzona w sztucznym języku volapük. 
W dniu 2 marca 2008 roku liczba artykułów w tej edycji wynosiła 114 415, co według rankingu opublikowanego w dniu 2 marca tegoż roku dawało jej 15. pozycję wśród wszystkich wersji językowych.
1 sierpnia 2012 roku zawierała 119 012 artykułów, a w rankingu międzynarodowym zajmowała 37. miejsce.